# هورست هرمان
هورست هرمان (بالألمانية: Horst Hermann)‏ هو طيار ألماني، (ولد في بروسيا الشرقية 1918  م).